# Фалез (Шампань — Арденны)
Фале́з (фр. Falaise) — коммуна во Франции, находится в регионе Шампань — Арденны. Департамент коммуны — Арденны. Входит в состав кантона Вузье. Округ коммуны — Вузье.
Код INSEE коммуны — 08164.
Коммуна расположена приблизительно в 185 км к востоку от Парижа, в 55 км северо-восточнее Шалон-ан-Шампани, в 45 км к югу от Шарлевиль-Мезьера.

## Население
Население коммуны на 2008 год составляло 346 человек.
| 1962 | 1968 | 1975 | 1982 | 1990 | 1999 | 2008 |
| ---- | ---- | ---- | ---- | ---- | ---- | ---- |
| 290  | 306  | 269  | 253  | 326  | 326  | 346  |

## Экономика
В 2007 году среди 206 человек в трудоспособном возрасте (15—64 лет) 141 были экономически активными, 65 — неактивными (показатель активности — 68,4 %, в 1999 году было 59,7 %). Из 141 активных работали 131 человек (71 мужчина и 60 женщин), безработных было 10 (3 мужчин и 7 женщин). Среди 65 неактивных 8 человек были учениками или студентами, 31 — пенсионерами, 26 были неактивными по другим причинам.

## Фотогалерея

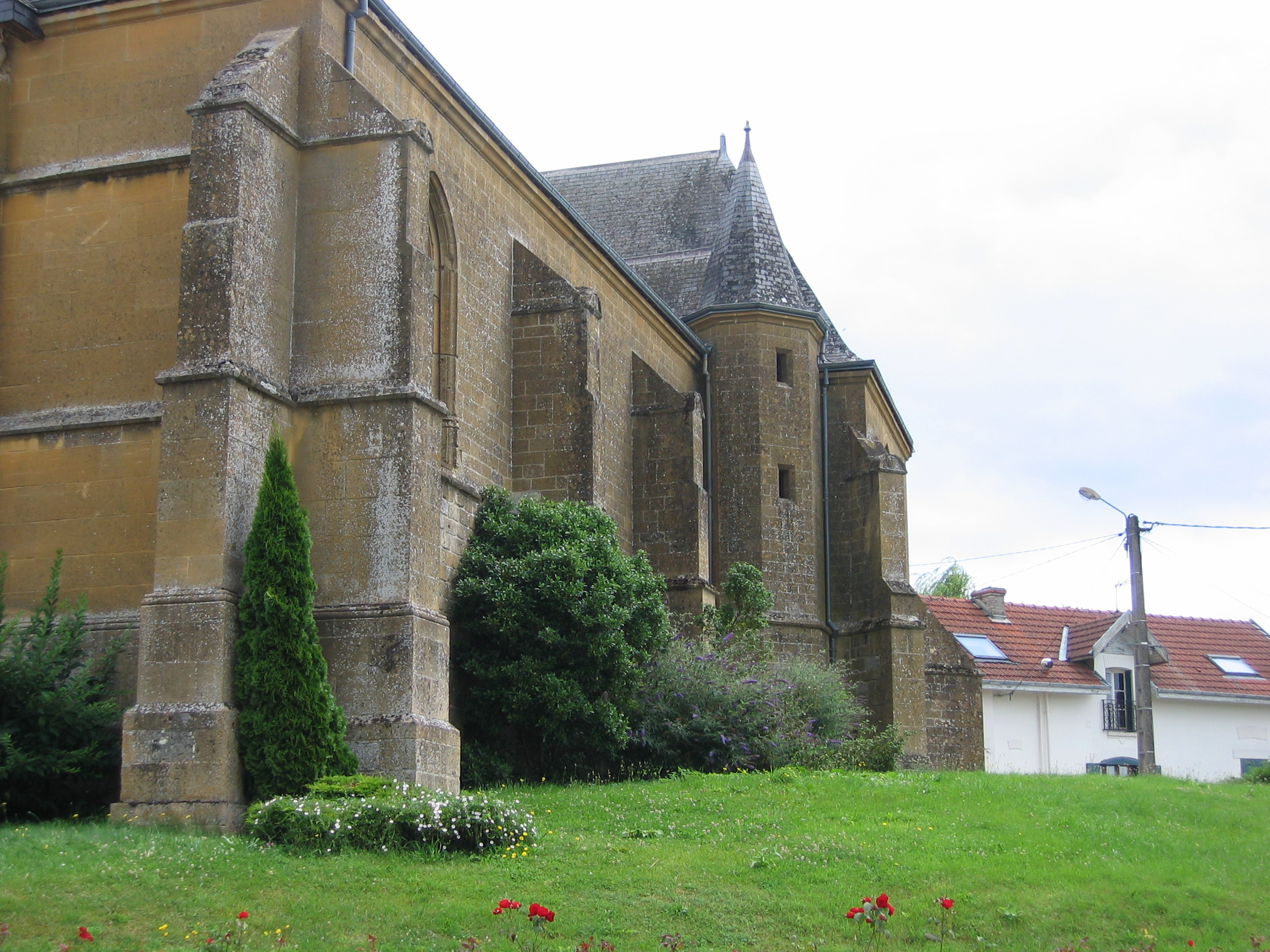
Церковь
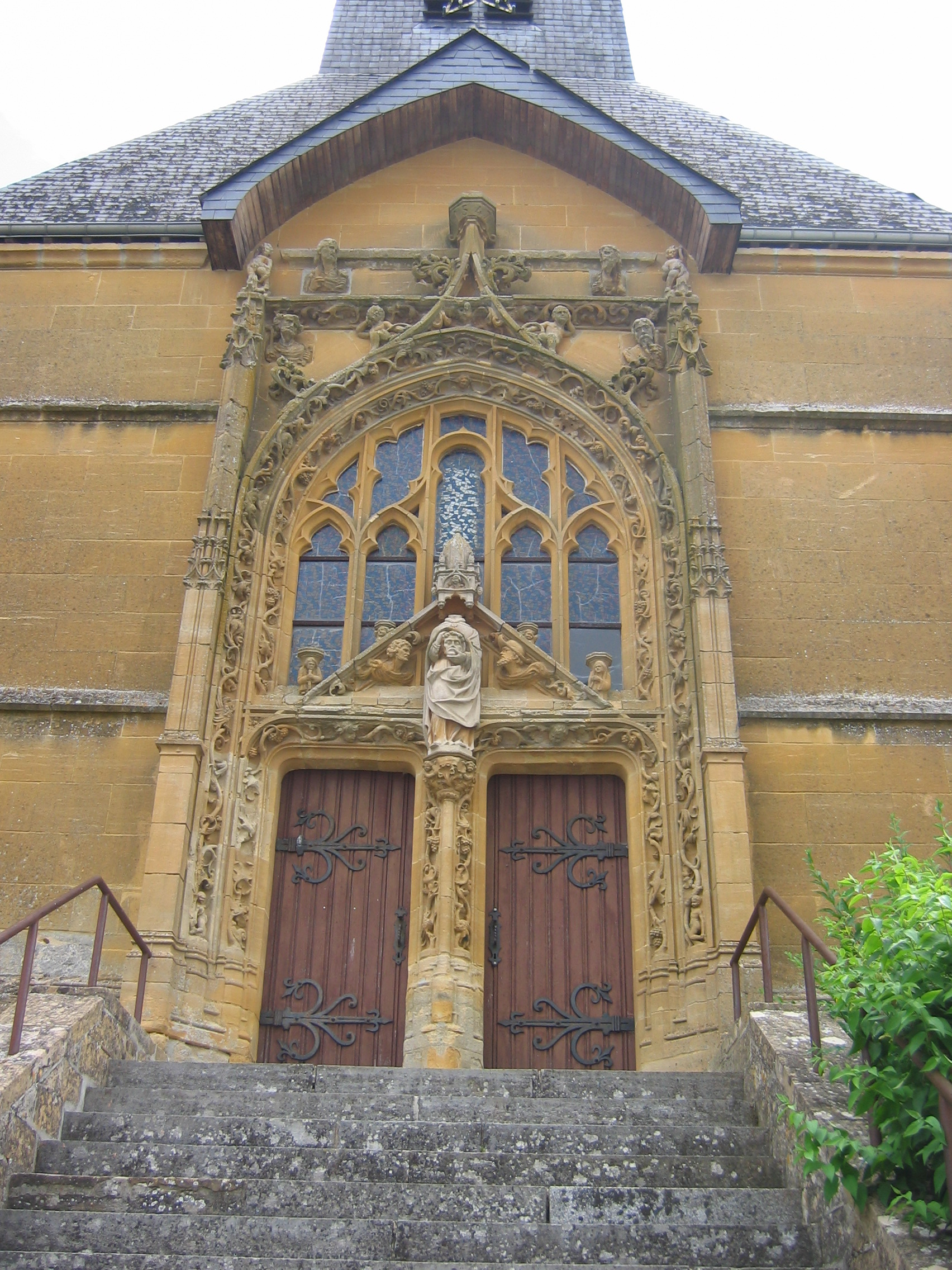
Церковь
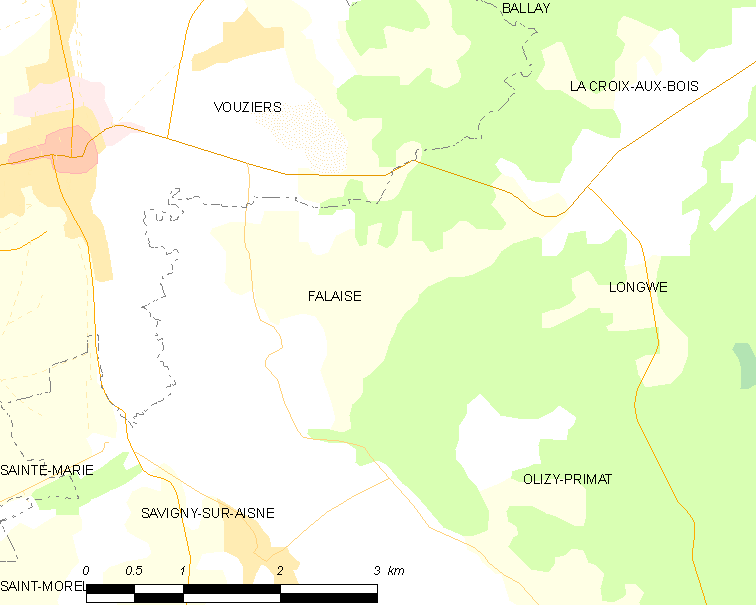
Карта коммуны